# Thwaitesia inaurata
Thwaitesia inaurata är en spindelart som först beskrevs av Vinson 1863.  Thwaitesia inaurata ingår i släktet Thwaitesia och familjen klotspindlar.
Artens utbredningsområde är Réunion. Inga underarter finns listade i Catalogue of Life.